# Шимманг, Йохен
Йохен Шимманг (Немецкий язык Jochen Schimmang, 1948, Нортхайм, Германия) — немецкий писатель и переводчик.

## Биография
Родился в 1948 г. в Нортхайме (Ганновер) и вырос в Леере (Восточная Фризия). В 1969—1974 гг. изучал политические науки и философию в Свободном университете Берлина, а в 1993 г. окончательно выбрал путь свободного литератора. С 1978 по 1998 г. он жил в Кёльне, позже один год в Париже, а в 1999-м вернулся в Леер. С лета 2005 г. Йохен Шимманг и его жена Сабина живут в Ольденбурге.
В 1996-97 г. Шимманг был поэтом in residence в университете Эссена, а в зимний семестр 2000/2001 г. — приглашенным профессором в лейпцигском Немецком литературном институте.
В 1996-м за сборник рассказов «Царские пути» он был удостоен Рейнской литературной премии; в 2002 г. его роман «Лакуна Мурнау» был отмечен премией «Новая книга», а в 2005 г. на «Днях радиопьес в Цонзе» он выиграл приз за лучшую региональную радиопьесу. В 2000 г. Шимманг получил Нижнесаксонскую годичную стипендию для занятий литературой.
Йохен Шимманг является членом немецкого ПЕН- клуба и немецкого общества Марселя Пруста.
На русском языке издан только один его роман  - «Новый центр».

## Награды, премии, стипендии
- Стипендия Немецкого литературного фонда, 1982, 1992, 2007
- Рейнская литературная премия. Зигбург, 1996
- Премия «Новая книга» Союза писателей Нижней Саксонии / Бремен, 2002.
- Премия «Региональная радиопьеса». «Дни радиопьес в Цонзе», 2005
- Стипендия Дома художников Эденкобен, август-декабрь 2008

## Публикации
- Neue Mitte. [Новая середина/Новый центр] Роман. Edition Nautilus, München 2011.
- Das Beste was wir hatten. [Лучшее, что мы имели.] Роман. Edition Nautilus, München 2009.
- Auf Wiedersehen, Dr. Winter.[До свидания, доктор Винтер.] Рассказы. Tisch 7, Köln 2005.
- Vier Jahreszeiten. [Четыре времени года] Рассказы. Satzwerk, Göttingen 2002.
- Die Murnausche Lücke. [Лакуна Мурнау.] Роман. Das Wunderhorn, Heidelberg 2002.
- Vertrautes Gelände, besetzte Stadt. [Знакомое место, город не для тебя.]Schöffling & Co., Frankfurt 1998.
- Ein kurzes Buch über die Liebe. [Короткая книга про любовь.]Роман. Schöffling & Co., Frankfurt 1997
- Königswege.[Царские дороги.] Schöffling & Co., Frankfurt 1995
- Carmen.[Кармен.]Повесть, но иногда Рассказ. Frankfurter Verlagsanstalt, Frankfurt 1992.
- Die Geistesgegenwart. [Присутствие духа.] Роман. Frankfurter Verlagsanstalt, Frankfurt 1990.
- Das Vergnügen der Könige. [Удовольствие для царей.] Рассказы. Frankfurter Verlagsanstalt, Frankfurt 1989.
- Der Norden leuchtet. [Север сияет.] Рассказы. Suhrkamp, Frankfurt 1984
- Das Ende der Berührbarkeit. [С уязвимостью кончено.]Рассказ. Suhrkamp, Frankfurt 1981.
- Der schöne Vogel Phönix. [Красивая птица феникс.]Роман. Suhrkamp, Frankfurt 1979.

## Публикации на русском языке
- Новый центр: Роман/ Пер с нем. И. С. Алексеевой. — СПб.: Издательство Ивана Лимбаха, 2013. — 344 с.